# حاملات الدروع المصفحات
حاملات الدروع المصفحات أو كوسليات (بالإنجليزية: Loricifera)‏ (من اللاتينية: lorica- (لوريكا) = تحمل + من اليونانية φορη (فورا) = كوسل) و الكوسل في الحشرات هي الحلقة العليا من مقدم الجوشن. هي رتبة من الحيوانات البحرية الدقيقة، وصف منها اثنان وعشرون نوع. في ثمان أجناس.